# Ostschweizer Fachhochschule
Pour les articles homonymes, voir FHO.
La Haute École spécialisée de la Suisse orientale (en allemand Ostschweizer Fachhochschule, OST), est depuis 1995 un groupement d'établissements d'enseignement supérieur suisse de niveau universitaire et appartient au réseau des hautes écoles spécialisées. Les trois écoles techniques du canton de Saint-Gall - FHS St.Gallen, HSR Rapperswil et NTB Buchs - ont fusionné le 1er septembre 2020 pour former l'OST - Haute école spécialisée de Suisse orientale.

## Anciennes écoles membre

### Haute École de St-Gall
La Haute École de St-Gall (en allemand : FHS St. Gallen Hochschule für Angewandte Wissenschaften) était un établissement d'enseignement supérieur des cantons de St-Gall, Thurgovie et des deux Appenzell jusqu'en 2020.

### École Technique de Rapperswil
L'École technique de Rapperswil (en allemand : Hochschule für Technik Rapperswil (HSR)) étais un établissement d'enseignement supérieur des cantons de St-Gall, Zurich (jusqu'en 2008), Schwytz et Glaris jusqu'en 2020.

### Nouvelle École Technique de Buchs
La Nouvelle École Technique (en allemand : Interstaatliche Hochschule für Technik NTB Buchs) était jusqu'en 2020 un établissement d'enseignement supérieur international des cantons de St-Gall, des Grisons et de la Principauté de Liechtenstein. Elle est située à St-Gall.

### Université Technique et Économique de Coire
L'Université Technique et Économique de Coire (en allemand Hochschule für Technik und Wirtschaft Chur (HTW Chur), en romanche Scola auta da tecnica ed economia Cuira (STE Cuira)) est un établissement d'enseignement supérieur du canton des Grisons, fondé en 1963. En 2020, elle a quitté la Haute École spécialisée de la Suisse orientale afin de constituer la nouvelle Haute École Spécialisée des Grisons (Fachhochschule Graubünden, FHGR).